# Kleine Pyra
Die Kleine Pyra, früher auch Kleine Bühra genannt, ist ein wasserreicher rechter Nebenfluss der Zwickauer Mulde in Sachsen.

## Verlauf
Die Kleine Pyra entspringt auf dem Gebiet des Muldenhammer Ortsteils Tannenbergsthal nordöstlich des Königshübel und nahe dem niederschlagreichen Hauptkamm des Westerzgebirges. Der Bach fließt an Gottesberg vorbei und nimmt am Ortsende den von links zufließenden und in Mühlleithen entspringenden Teichhausbach auf. Ab jetzt teilt sie sich das Tal mit der B 283. Im weiteren Verlauf nimmt sie noch den von links zufließenden Bodabach auf, der bei Schneckenstein entspringt.
Danach passiert das Flüsschen das Werksgelände der ehemaligen Kunstlederfabrik östlich und fließt nun begradigt durch das Zentrum von Tannenbergsthal. In Höhe der ehemaligen Schule wird die Kleine Pyra an einem Wehr gestaut und ein Teil des Wassers wird in einen Mühlgraben abgeleitet, welcher, zunächst parallel zur Kleinen Pyra verlaufend, an Höhe gegenüber dem Flusslauf gewinnt und sich nach einem Kilometer über einen kleinen Wasserfall in den Thierteich ergießt. Der Teich wird ebenfalls durch den Thierbach gespeist, welcher unterhalb des Thierbergs an einer Radiumquelle entspringt. Das Wasser des Teiches wird im nahe gelegenen Sägewerk zur Elektroenergieerzeugung genutzt. Der Teich besitzt aber auch eine Querverbindung zur Kleinen Pyra, die Jägersgrün passierend in die Zwickauer Mulde mündet.

## Tal der Kleinen Pyra
Die Morphologie des Tales wird so beschrieben: „nordgerichtetes Kerbsohlental, 80 bis 120 Meter tief, steil- bis mittelhängig, schwach gewunden“. Vorherrschendes Gestein ist grobkörniger Turmalingranit. Es gibt mehrere Hangmoore. Bei der Flächennutzung im Tal überwiegt Wald mit 85 %, die landwirtschaftliche Fläche macht 10 % aus, 5 % sind bebaut. Der vorherrschende Boden ist armer, blockiger, steiniger und lehmsandiger Podsol, der von Schuttboden, Moor und Hang-Gley durchsetzt ist.
Das Pyratal bildet nach der Naturraumkarte von Sachsen die Mikrogeochore „Tal der Kleinen Pyra“ und ist Teil der Mesogeochore „Eibenstocker Bergrücken“.

## Nutzung der Wasserkraft
In den Angaben des Blattes 219 der Sächsischen Meilenblätter – Berliner Ausgabe – wird für das Ende des 18. Jahrhunderts die Nutzung der Wasserkraft deutlich. Schon im  Oberlauf ist ein „Pochteich“ genannter Stauteich eingezeichnet, dessen Funktion es war, kontinuierlich Wasser zur Verfügung zu haben für „Zinn-Wäsche und Pochwerk“ – beides ist unterhalb eingezeichnet. Weiter flussabwärts ist „Glücksburg Stolln und Zeche“ benannt, sicher wurde auch dort das Wasser der Pyra genutzt, so wie von der unterhalb davon gelegenen „Gottesberg Mühle“ und dem „Hammerwerk Tannenbergsthal“, dem später an dieser Stelle die Vogtländische Kunstlederfabrik folgte. Am Unterlauf, fast schon im Tal der Zwickauer Mulde, ist in Blatt 195 der Meilenblätter der „Untere Hammer“ als zu Tannenbergsthal gehörend dargestellt. Ein von der Pyra gespeister Graben führte zu diesem Hammerwerk und trieb dort mit der Kraft seines  Wassers Anlagen an.

## Umwelt
Bis zum Jahr 1989 war die Wasserqualität des Flusses erheblich durch die Abwässer des VEB Vogtländische Kunstlederfabrik in Tannenbergsthal beeinträchtigt. Seit der Schließung des Betriebes hat sich der Fluss erholt, so dass nun Bachforellen und andere Fische zurückgekehrt sind. Die Wasser der Kleinen Pyra speisen die Talsperre Eibenstock, daher gehört ihr Gebiet zu deren Schutzzone.

## Weiteres

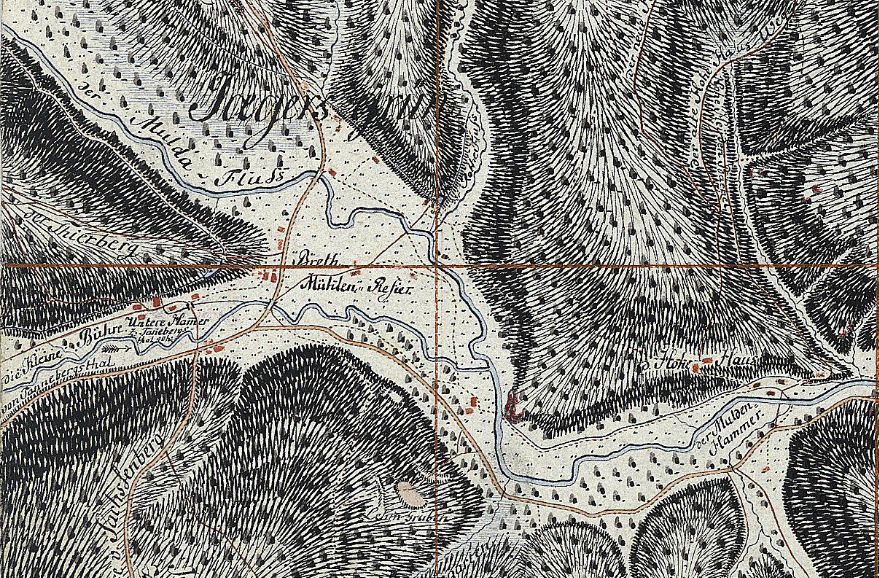
Unterlauf mit Mäandern und Mündung in die Zwickauer Mulde in einer Karte von 1791

Der Name wird in „Das östliche Vogtland“ der Reihe „Werte der deutschen Heimat“ so gedeutet: Er „gehört wohl zu altsorbisch pyr = Asche, Hitze“. Damit sei der Name „Aschenbrennerbach“.
Der Fluss wurde zum Abtransport des Holzes der umliegenden Wälder mittels Flößen genutzt. Es gab die Floß-Inspection des sächsischen Kurfürsten für die Wilzsch- und Mulden-Flöße mit einem kurfürstlich-sächsischen Ober-Auffseher und einem kurfürstlich-sächsischen Floß-Meister, die schon im ersten erschienenen Hof- und Staatskalender von Sachsen des Jahres 1728 mit Namen aufgeführt sind. Albert Schiffner stellt in seiner „Höhen-Charte des Königreichs Sachsen“ am Oberlauf einen Flößteich dar. Nach der Begradigung in den dreißiger Jahren des 20. Jahrhunderts verlor die Kleine Pyra zwischen Tannenbergsthal und dem Ortsteil Jägersgrün ihre Mäander. 1954 verursachte die Kleine Pyra in Tannenbergsthal nach Starkregen Schäden durch Überschwemmungen.
Die Kleine Pyra ist kein Nebenfluss der Großen Pyra. Diese hat einen rechten Zufluss mit dem Namen „Kleine Pyra“, der in Kohlanger südlich von Sachsengrund in die Große Pyra mündet. In den sächsischen Meilenblättern von 1791 trug dieser Nebenfluss der Großen Pyra den Namen „die Rothe Bühre“.